# Do Not Bend
Do Not Bend er det 3. album fra den engelske musiker Eric Stewart. Albummet er en del inspireret af Eric Stewarts tid i bandet 10cc. Eric Stewart spillede alle instrumenterne og sang "lead", mens Sam Brown, Helen McRobbie og Louise Marshall sang med på de fleste af numrene. Do Not Bend nåede ikke de engelske eller amerikanske hitlister.

## Spor
- 1. You Can't Take It With You
- 2. A Friend In Need
- 3. The Gods Are Smilling
- 4. Fred and Dis-Audrey
- 5. I Will Love You Tomorrow
- 6. Sleeping With The Ghosts
- 7. Rappin' with Yves
- 8. Norman Qonquest II
- 9. No No Nettie
- 10. Mr Decadent
- 11. Do the Books
- 12. Set in Blanchmange
- 13. A Human, Being
- 14. You Are Not Me